# Metzgeria gracilimascula
Metzgeria gracilimascula là một loài Rêu trong họ Metzgeriaceae. Loài này được Kuwah. mô tả khoa học đầu tiên năm 1976.